# Roter Veilchenstrauch
Der Rote Veilchenstrauch (Iochroma fuchsioides), auch Yasbaum oder Paguando genannt, ist eine südamerikanische Pflanzenart aus der Gattung der Veilchensträucher (Iochroma) in der Familie der Nachtschattengewächse (Solanaceae).

## Beschreibung
Der Rote Veilchenstrauch ist ein kahler oder fast kahler, bis etwa 3,5–5 Meter hoher Strauch. Die einfachen und gestielten Laubblätter stehen oft in Büscheln, sind eiförmig, -lanzettlich bis elliptisch oder verkehrt-eiförmig. Nach vorn sind sie rundspitzig bis spitz, an der Basis laufen sie keilförmig bis spitz in einen kurzen Blattstiel über. Der Blattrand ist ganz und die Blätter sind oberseits kahl sowie unterseits feinhaarig bis kahl.
Die langstieligen und hängenden, zwittrigen Blüten mit doppelter Blütenhülle erscheinen end- oder achselständig in Gruppen, Büscheln an den Zweigenden. Der kleine Kelch ist glockenförmig, mit fünf kurzen Zipfeln. Manchmal ist er an einer oder zwei Seiten geplatzt, so dass dort ein Riss entsteht oder der Kelch in zwei ungleiche Teile geteilt wird. Die Krone ist drei- bis fünfmal so lang wie der Kelch und orange-rot gefärbt mit manchmal gelblichem Schlund. Die längliche und rippige Kronröhre ist nahezu gerade. Sie ist mit einem leicht abgespreizten, kurzen Kronsaum besetzt, der fünfzipflig ist. Zwischen den Zähnen oder Winkeln steht ein kleinerer Zahn. Die Blüten mehr oder weniger fein behaart, besonders der Kelch.
Die fünf Staubblätter sind nahe der Kronbasis angeheftet. Die Staubfäden stehen nicht über die Krone hinaus und sind an der Basis flaumig behaart. Der oberständige, konische Fruchtknoten ist undeutlich fünffächrig. Der lange, schlanke Griffel ist etwa so lang wie die Krone, die Narbe ist kopfig.
Die Früchte sind eiförmige, rundspitzige und mehrsamige, rötliche, glatte Beeren mit, teils im, beständigen Kelch und oft mit Griffelresten.

## Verbreitung
Der Veilchenstrauch kommt in Südamerika im Hochland der Anden, in Chile, Kolumbien und Peru vor.

## Bedeutung
In Südamerika wurde die Pflanze zu ethnobotanischen, medizinischen und spirituellen Zwecken eingesetzt, jedoch meist nur, wenn keine andere Medizin zur Verfügung stand, oder besonders starke Visionen hervorgerufen werden sollten. Die Wirkungen der Pflanze können sehr stark und unangenehm sein, die Nachwirkungen können für mehrere Tage anhalten.